# Juan Carlos Sarnari
Juan Carlos Sarnari (Santa Fé, 22 de janeiro de 1942 – Bogotá, 21 de abril de 2023) foi um futebolista argentino que competiu na Copa do Mundo FIFA de 1966. Ele marcou 29 gols na Copa Libertadores, tornando-se o sexto jogador que mais fez gol na história da competição.

## Carreira

### River Plate
Em 1959, Sarnari foi vendido para o River Plate aos 17 anos de idade. Ele começou a jogar na equipe de reservas, e no mesmo ano, ele estreou como profissional.

### Huracán
No início de 1963, Sarnari foi emprestado para jogar no Huracán. Ele teve um bom desempenho e voltou para o River Plate.

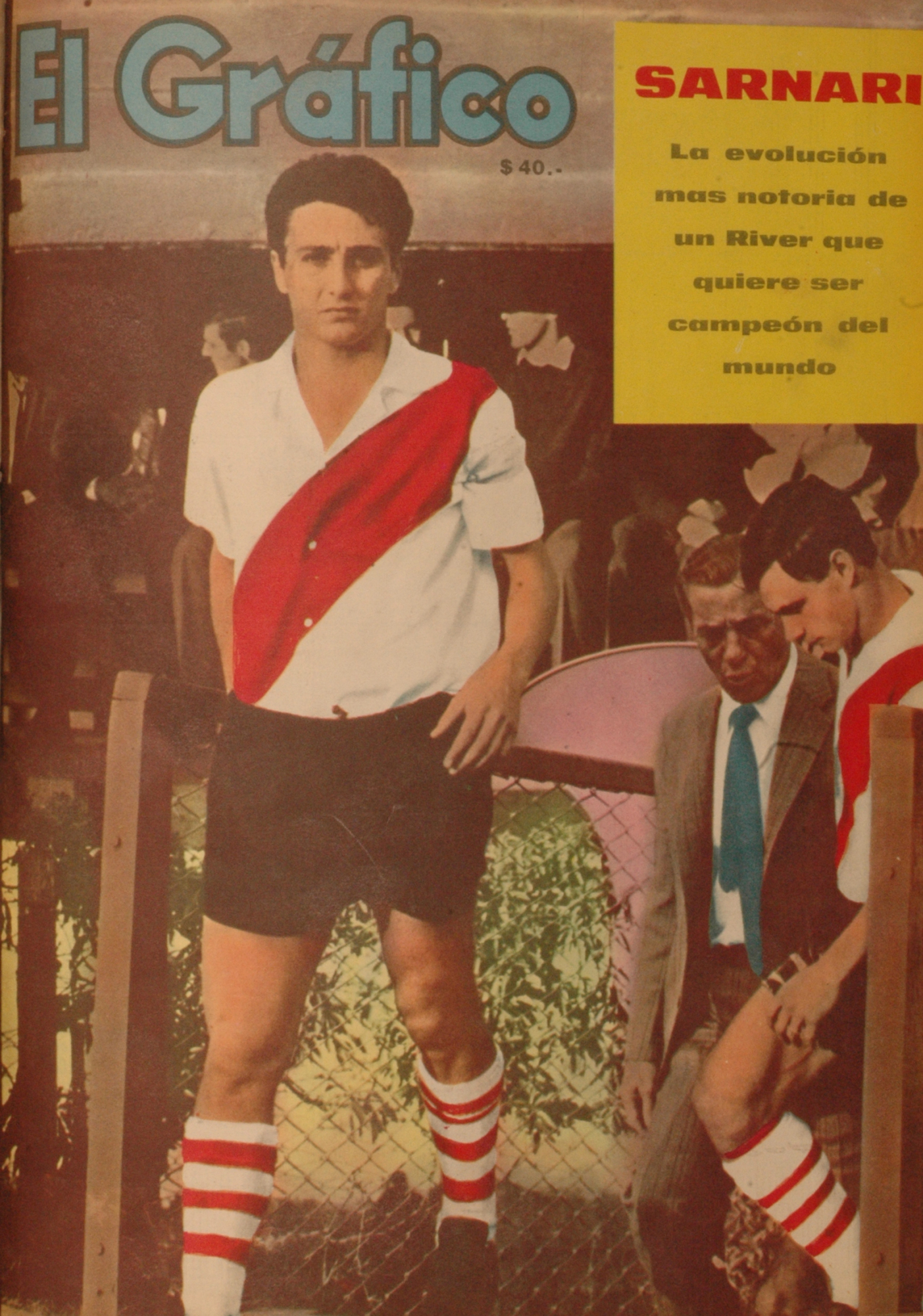
Sarnari no River em 1966.

### Retornar ao River Plate
Depois de um ano jogando no Huracán, o meia retornou ao River Plate em 1964. Em seu retorno ao time da Banda Cruzada, Sarnari teve um lugar na equipe titular e jogou grandes jogos ao lado de grandes jogadores como Amadeo Carrizo, Oscar Más, Ermindo Onega, Daniel Onega, Luis Cubilla e Delém. 
Suas grandes atuações fizeram com que ele fosse chamado à Seleção da Argentina para disputar a Copa do Mundo de 1966 na Inglaterra. 
Sarnari fez parte do time do River Plate que foi vice-campeão em 1967 e jogou a Copa Libertadores da América em 1967. Seu tempo no River Plate terminou em 1967.

### Universidad Católica e Universidad do Chile
Depois de ser um jogador excepcional no River Plate, Sarnari foi para o Chile, para jogar na Universidad Católica. Ele ficou no clube de 1968 até 1970. 
A partir daí, ele passou a jogar pelo Universidad de Chile, equipe onde ele jogou de 1971 a 1972. 
Em ambas as equipes, foi figura importante graças a suas grandes partidas e seu profissionalismo.

### Independiente de Medellín
No ano de 1973, o treinador chileno Francisco "Pancho" Hormazábal, levou-o para jogar no Independiente Medellín da Colômbia. Na equipe de Antioquia, ele jogou até o final de 1974, quando retornou por alguns meses para a Universidad do Chile.

### Independiente Santa Fe
Depois de passar alguns meses na Universidad do Chile, Sarnari voltou para a Colômbia em meados de 1975 para jogar no Independiente Santa Fe de Bogotá. 
Desde a sua chegada, ele fez parte do time titular e começou a ter grandes jogos. Sarnari tornou-se uma figura importante da equipe, que no final do ano, foi coroada campeã do Campeonato Colombian. 
Assim, ele entrou na história da equipe, ganhou o primeiro título de sua carreira e tornou-se um dos ídolos da torcida do Santa Fé. No ano seguinte, jogou a Copa Libertadores de América e ficou até o final do ano na equipe de Bogotá. Assim, o meia argentino terminou uma etapa de sucesso em sua carreira esportiva.

### Seleção Argentina
Graças aos seus grandes jogos disputados com a camisa do River Plate, Juan Carlos Sarnari foi chamado várias vezes para jogar pela Seleção Argentina. Seu primeiro torneio com a equipe nacional foi o Campeonato Pan-Americano de Futebol de 1960 que foi disputada na Costa Rica. Depois, ele foi convocado para a Copa do Mundo de 1966, o que foi jogada na Inglaterra. Sua última participação na seleção foi na Copa América de 1967.

### Carreira de Treinador
Em 1978, após se aposentar do futebol profissional, Sarnari fez um curso de treinamento na Associação Argentina de Futebol (AFA). Depois de obter esse título, ele retornou à Colômbia e dirigiu o Deportes Quindío entre 1979 e 1980. Posteriormente foi técnico de Santa Fé em 1981 e do Once Caldas de Manizales em 1982.

## Morte
Morreu no dia 21 de abril de 2023, aos 81 anos de idade.

## Títulos
- Campeonato Pan-Americano de Futebol: 1960

- Campeonato Colombiano: 1975